# Remake (film)
Remake är en svensk dramafilm från 2014 i regi av Andreas Öhman och Per Gavatin. I rollerna ses Lisa Henni, Martin Wallström och Lucas Hazlett.

## Handling
Lisa lever sitt liv i en film. Hon filmar det hon upplever, varje steg, varje minne och alla personer hon träffar. Pojkvännen Martin har lärt sig hantera detta, men under en semesterresa till New York blir situationen ohållbar. 

## Rollista
- Lisa Henni – Lisa
- Martin Wallström – Martin
- Lucas Hazlett – Lucas

## Om filmen
Remake producerades av Bonnie Skoog Feeney, Mattias Arehn och Öhman. Den samproducerades av Filmlance International AB, Film i Västernorrland och Scenkonstbolaget Film. Filmen spelades in efter ett manus av Öhman och Gavatin och fotades av Öhman. Den klipptes av Robin Jonsson och Öhman. Filmen är inspelad med handkamera.
Filmen premiärvisades den 31 januari 2014 på Göteborgs filmfestival. Den 11 september 2014 hade filmen biopremiär på Bio Rio i Stockholm. Samma dag visades den i Sveriges Television SVT2 samt gjordes tillgänglig på internet.

## Mottagande
Moviezine kallade filmen för ett "annorlunda triangeldrama". Recensenten skrev "Andreas Öhman är en av de få filmskapare i Sverige som kan göra bra film på lågbudget" och kallade manuset för "smart hopskrivet". Anmälaren ansåg dock att filmens 75 minuter var "aningen korthugget".
Dagens Nyheter gav betyget 3/5.